# Rusheen McDonald
Rusheen McDonald (* 17. August 1992 in Mandeville) ist ein jamaikanischer Sprinter, der sich auf den 400-Meter-Lauf spezialisiert hat. Mit der jamaikanischen 4-mal-400-Meter-Staffel gewann er 2016 eine olympische Silbermedaille und 2013 eine Silbermedaille bei den Weltmeisterschaften in Moskau.

## Sportliche Laufbahn
Erste internationale Erfahrungen sammelte Rusheen McDonald 2011 bei den CARIFTA-Games in Montego Bay, bei denen er im 400-Meter-Lauf den siebten Platz belegte und mit der jamaikanischen 4-mal-400-Meter-Staffel die Silbermedaille gewann. Anschließend nahm er an den Panamerikanischen Juniorenmeisterschaften in Miramar teil, schied dort im Einzelbewerb in der ersten Runde aus und belegte mit der Staffel den vierten Platz im Finale. 2012 qualifizierte sich McDonald für die Olympischen Spiele in London, bei denen er mit 46,67 s im Vorlauf ausschied. Ein Jahr später gewann er bei den Weltmeisterschaften in Moskau gewann er mit der jamaikanischen Mannschaft in 2:59,88 s die Silbermedaille hinter den Vereinigten Staaten. 2014 nahm McDonald zum ersten Mal an den Commonwealth Games im schottischen Glasgow teil und erreichte dort das Halbfinale über 400 Meter und belegte mit der jamaikanischen Stafette den vierten Platz. Zuvor nahm er mit der Staffel an den World Relays auf den Bahamas teil und erreichte dort das Finale, bei denen die Mannschaft den achten Platz belegte. Ein Jahr darauf belegte er bei den World Relays 2015 den vierten Platz. Er qualifizierte sich auch für die Weltmeisterschaften in Peking und schied dort im Halbfinale aus. Jedoch stellte er im Vorlauf mit 43,93 s den aktuellen jamaikanischen Rekord auf. Mit der jamaikanischen Staffel belegte er im Finale mit 2:58,51 s den vierten Platz. 2016 qualifizierte er sich erneut für die Olympischen Spiele in Rio de Janeiro, bei denen er diesmal mit 46,12 s im Halbfinale ausschied. Mit der Staffel kam McDonald im Vorlauf zum Einsatz und die Staffel gewann später im Finale die Silbermedaille. 
2017 nahm er mit der Staffel an den Weltmeisterschaften in London teil, schied aber mit 3:01,98 min überraschend im Vorlauf aus. Im Jahr darauf nahm er erneut an den Commonwealth Games in Gold Coast teil und erreichte dort das Finale über 400 Meter, bei dem er wegen einer Verletzung nicht antreten konnte. Im August belegte er bei den Zentralamerika- und Karibikspielen in Barranquilla in 45,70 s den vierten Platz über 400 Meter und kam mit der Staffel nicht ins Ziel. Anschließend wurde er bei den NACAC-Meisterschaften in Toronto mit der Staffel disqualifiziert. Bei den IAAF World Relays 2019 in Yokohama wurde er in 3:01,57 min Zweiter in der 4-mal-400-Meter-Staffel und gelangte im Juli bei den Panamerikanischen Spielen in Lima mit 3:06,83 min auf Rang sechs. Anfang Oktober schied er bei den Weltmeisterschaften in Doha mit 46,21 s in der ersten Runde aus. 2023 wurde er beim Meeting International Mohammed VI d’Athlétisme de Rabat in 45,55 s Dritter und siegte in 44,80 s bei Spitzen Leichtathletik Luzern. Im August belegte er mit der Staffel in 2:59,34 min den vierten Platz bei den Weltmeisterschaften in Budapest und kurz darauf wurde er bei der Xiamen Diamond League in 44,82 s Dritter über 400 Meter. Er siegte zudem in 45,46 s beim Palio Citta' della Quercia sowie in 44,84 s beim Memorial Van Damme in Brüssel. Im Jahr darauf gewann er bei den Hallenweltmeisterschaften in Glasgow in 45,65 s die Bronzemedaille hinter dem Belgier Alexander Doom und Karsten Warholm aus Norwegen. Bei den World Athletics Relays im Mai auf den Bahamas trat er in der 4-mal-400-Meter-Staffel sowie in der Mixed-Staffel an und 2025 schied er bei den Hallenweltmeisterschaften in Nanjing mit 47,22 s im Semifinale über 400 Meter aus. Zudem gewann er dort mit der Männerstaffel in 3:05,05 min gemeinsam mit Jasauna Dennis, Kimar Farquharson und Demar Francis die Silbermedaille hinter dem US-amerikanischen Team.

## Persönliche Bestzeiten
- 200 Meter: 20,57 s (+1,2 m/s), 23. Mai 2015 in Kingston
- 400 Meter: 43,93 s, 23. August 2015 in Peking (jamaikanischer Rekord)
  - 400 Meter (Halle): 45,65 s, 2. März 2024 in Glasgow